# Norbert Leithold

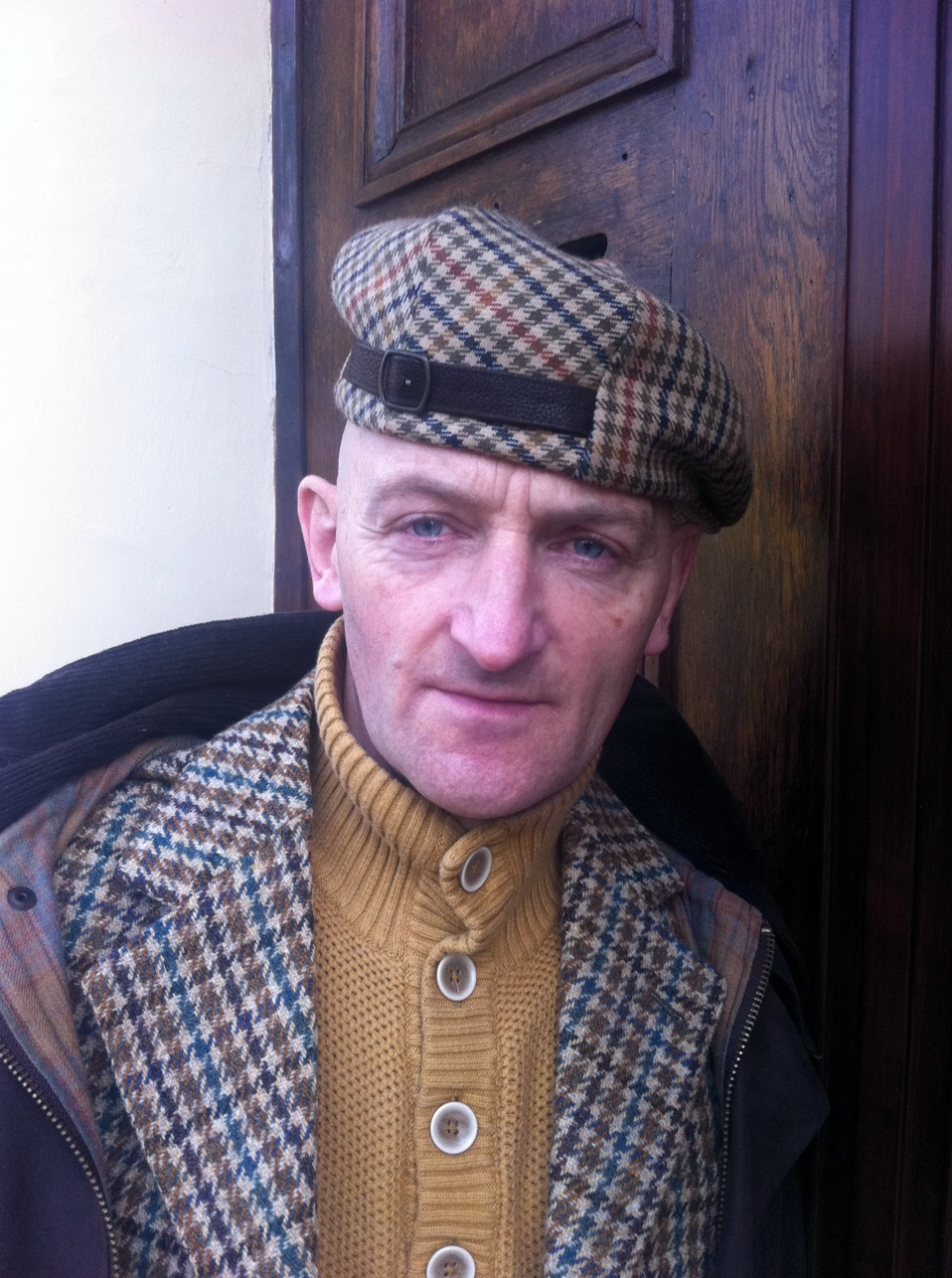
Norbert Leithold (2013)

Norbert Leithold (* 10. Juni 1957 in Schwerin als Norbert Bleisch) ist ein deutscher Schriftsteller und Historiker. In den 1990er Jahren drehte er zeitweise Pornofilme.

## Leben
Norbert Leithold wurde 1957 als Norbert Bleisch in Schwerin geboren.:75 Nach einer Ausbildung zum Stuckateur arbeitete er am Theater und begann ein Geschichtsstudium. Mitte der 1980er Jahre forschte er als Historiker zu den Lebensborn-Heimen im Dritten Reich. Diese Tätigkeit war auch Grundlage für seinen ersten Roman, der 1988 unter dem Titel Kontrollverlust im Hinstorff Verlag erschien und der ihm eine Nominierung zum aspekte-Literaturpreis 1989 einbrachte. Zuvor war mit Lord Müll bereits ein weiterer Roman entstanden, der jedoch erst nach der Wiedervereinigung ebenfalls bei Hinstorff veröffentlicht wurde. Für sein drittes Werk, die Erzählung Viertes Deutschland aus dem Suhrkamp Verlag, wurde Norbert Bleisch 1991 mit dem von Günter Grass gestifteten Alfred-Döblin-Förderpreis ausgezeichnet.
1990 entwarf Norbert Bleisch anlässlich der Eröffnung des ersten Filmfests in Schwerin eine Videoperformance.:91 Später begann er, sich mit den Themen Sexualität und Pornografie auseinanderzusetzen: 1991 entstand sein „pornografisches Manifest“ an Beate Uhse. Beim Bachmann-Wettbewerb in Klagenfurt trug er unter dem Titel Baldzoweit eine Geschichte vor, die er selbst als „pornografischen Videoclip in Worten“ bezeichnet. In den folgenden Jahren wirkte er als Filmproduzent und Regisseur an mehreren Filmen unter dem Pseudonym Sebastian Bleisch mit. Unter den Darstellern waren auch Jugendliche, die für ihre Mitwirkung bezahlt wurden, weshalb die Staatsanwaltschaft Ermittlungen einleitete. Im September 1996 wurde Bleisch festgenommen:102 und 1997 durch ein Schöffengericht zu einer Freiheitsstrafe von 2 Jahren und 6 Monaten verurteilt. Anschließend wurde sein Haftbefehl aufgehoben, er verbüßte lediglich ein Jahr im offenen Vollzug der Justizvollzugsanstalt Bützow.:87 Norbert Bleisch äußerte sich erleichtert über das Urteil, da es etwas beendet habe, wozu er selbst nicht die Kraft gehabt habe.:105
Um die Jahrtausendwende nahm Norbert Bleisch den Nachnamen seiner Frau an und publiziert seitdem als Norbert Leithold. Er kehrte zu seiner Arbeit als Historiker zurück und schrieb bis 2005 Friedrich der Grosse – Wie er wirklich war im Tauchaer Verlag. Das Buch Friedrich der große Hasardeur – Weitere Irrtümer über Friedrich II. von Preußen (ebenfalls Tauchaer Verlag) erschien 2006 und knüpft inhaltlich an das vorhergehende Werk an, ebenso wie Graf Goertz – Der große Unbekannte aus dem Jahr 2010 (Osburg Verlag). Grundlage für diese Werke bildete eine Sammlung privater Korrespondenz von Johann Eustach von Görtz, die Leithold in einem Antiquariat entdeckte und erwarb. Dieser stand zwischen 18. und 19. Jahrhundert in Diensten des Weimarer Hofes und Friedrich des Großen. 2011 erschien in der Anderen Bibliothek das Werk Friedrich II. von Preußen – Ein kulturgeschichtliches und bebildertes Panorama von A-Z. Mit Liebesbriefe und Geheimdepeschen: Aus der Korrespondenz des Grafen Johann Eustach von Goertz mit seiner Gemahlin und Friedrich II. von Preußen 1771–1782 (Osburg Verlag) trat Leithold ein Jahr später erneut als Herausgeber und Kommentator hervor. Es war das bislang letzte Werk Leitholds zu diesem Themenkomplex.
Beachtung erhielt der 2007 veröffentlichte vierte Roman 2040, in dem Norbert Leithold die Entwicklung Deutschlands zu einer islamischen Republik schildert. Nachdem der Godewind Verlag eine Vorauflage herausgegeben hatte, wurde der gesamte Roman im Volltext im Internet veröffentlicht. Nach Aussagen des Autors sollte der Roman einen Beitrag zur Islamkonferenz des Bundesinnenministers leisten, wurde jedoch auch als islamophob kritisiert. Andere lobten die „präzise und schnörkellose“ Sprache Leitholds, keiner der Protagonisten werde durch das Werk denunziert. Ihr Verhalten sei durch konkrete Umstände abgeleitet.
Leithold lebt in Ludwigslust.

## Bücher
als Norbert Bleisch:
- Kontrollverlust. Hinstorff, Rostock 1988, ISBN 3-356-00216-3 (auch im C. Bertelsmann Verlag).
- Lord Müll. Hinstorff, Rostock 1990, ISBN 3-356-00293-7.
- Viertes Deutschland. Suhrkamp, Frankfurt am Main 1992, ISBN 3-518-11719-X.

als Norbert Leithold:
- Friedrich der Große. Wie er wirklich war oder: Die beliebtesten Irrtümer über den König von Preußen. Tauchaer, Taucha 2005, ISBN 3-89772-095-7.
- Friedrich der große Hasardeur. Weitere Irrtümer über Friedrich II. von Preußen. Tauchaer, Taucha 2006, ISBN 3-89772-119-8.
- 2040. Godewind, Wismar 2007, ISBN 978-3-939198-96-3.
- Graf Goertz – Der große Unbekannte. Eine Entdeckungsreise in die Goethezeit. Osburg, Berlin 2010, ISBN 978-3-940731-39-5.
- Friedrich II. von Preußen. Ein kulturgeschichtliches und bebildertes Panorama von A–Z. Eichborn, Frankfurt am Main 2011, ISBN 978-3-8218-6240-8.
- Liebesbriefe und Geheimdepeschen. Aus der Korrespondenz des Grafen Johann Eustach von Goertz mit seiner Gemahlin und Friedrich II. von Preußen 1771–1782. Osburg, Berlin 2012, ISBN 978-3-940731-78-4.
- Herrliche Zeiten. Roman einer Familie. DVA, München 2014, ISBN 978-3-641124-85-4
- Ludwigsluster Papiermaché. Eine Entdeckungsreise Tauchaer Verlag, Leipzig 2024, ISBN 978-3-897723-29-0

## Rezeption
Bereits Norbert Leitholds erster Roman Kontrollverlust über die Lebensborn-Heime wurde nicht nur in der DDR, sondern auch in der Bundesrepublik und anderen Ländern veröffentlicht und in mehrere Sprachen übersetzt. Nachhaltige Bekanntheit erreichte der Autor durch seine Werke zur Politikgeschichte des 18. und 19. Jahrhunderts, insbesondere Graf Goertz – Der große Unbekannte (2010) und Friedrich II. von Preußen – Ein kulturgeschichtliches Panorama von A-Z (2011). Ersteres wurde überwiegend positiv rezipiert, da man nicht nur durch „allerlei gesellige Lustbarkeiten“ des Hoflebens unterhalten werde, sondern auch „Einblicke in Preußen-Deutschland zwischen den Auseinandersetzungen um die bayerische Erbfolge und den Befreiungskriegen“ erhalte. Allerdings traue der Autor dem Diplomatenleben weniger als einer spekulativen Liebesgeschichte, was „schade“ sei. Letzteres wurde vor allem im Hinblick auf die Außenpolitik und das Privatleben des Monarchen als interessant beurteilt. Norbert Leithold wurde als „respektabel und elegant schreibender Autor“ bezeichnet, der partiell auch Thesen aus Goethe und Anna Amalia – Eine verbotene Liebe aufgreife.

## Auszeichnungen
- 1991: Alfred-Döblin-Förderpreis[14]

Nominierungen:
- 1989: aspekte-Literaturpreis für Kontrollverlust[3]
- 2007: Leipziger Buchpreis für Graf Goertz – Der große Unbekannte (zurückgenommen[7])